# Duane Sutter
Duane Calvin Sutter, född 16 mars 1960, är en kanadensisk före detta professionell ishockeyspelare som tillbringade tio säsonger i den nordamerikanska ishockeyligan National Hockey League (NHL), där han spelade för ishockeyorganisationerna New York Islanders och Chicago Blackhawks. Han producerade 342 poäng (139 mål och 203 assists) samt drog på sig 1 333 utvisningsminuter på 731 grundspelsmatcher. Sutter spelade också på lägre nivåer för Lethbridge Broncos i Western Canadian Hockey League (WCHL)/Western Hockey League (WHL).
Han draftades i första rundan i 1979 års draft av New York Islanders som 17:e spelare totalt.
Sutter var en av kärnmedlemmarna i Islanders dynastilag som vann fyra raka Stanley Cup-titlar för säsongerna 1979-1980, 1980-1981, 1981-1982 och 1982-1983.
Han var tränare för NHL-organisationen Florida Panthers mellan 2000 och 2001.
Han ingår i släkten Sutter och är broder till Brent, Brian, Darryl, Rich och Ron, far till Brody och farbror till Brandon och Brett, som alla har spelat alternativt spelar i NHL.

## Statistik

### Spelare
| 1976–1977       | Red Deer Rustlers  | AJHL            | 60  | 9   | 26  | 35  | 75   | —   | —  | —  | —  | —   |
|                 | Lethbridge Broncos | WCHL            | 1   | 0   | 1   | 1   | 2    | 8   | 0  | 1  | 1  | 15  |
| 1977–1978       | Red Deer Rustlers  | AJHL            | 59  | 47  | 53  | 100 | 218  | —   | —  | —  | —  | —   |
|                 | Lethbridge Broncos | WCHL            | 5   | 1   | 5   | 6   | 19   | 8   | 1  | 4  | 5  | 10  |
| 1978–1979       | Lethbridge Broncos | WHL             | 71  | 50  | 75  | 125 | 212  | 19  | 11 | 12 | 23 | 42  |
| 1979–1980       | New York Islanders | NHL             | 56  | 15  | 9   | 24  | 55   | 21  | 3  | 7  | 10 | 74  |
|                 | Lethbridge Broncos | WHL             | 21  | 18  | 16  | 34  | 74   | —   | —  | —  | —  | —   |
| 1980–1981       | New York Islanders | NHL             | 23  | 7   | 11  | 18  | 26   | 12  | 3  | 1  | 4  | 10  |
| 1981–1982       | New York Islanders | NHL             | 77  | 18  | 35  | 53  | 100  | 19  | 5  | 5  | 10 | 57  |
| 1982–1983       | New York Islanders | NHL             | 75  | 13  | 19  | 32  | 118  | 20  | 9  | 12 | 21 | 43  |
| 1983–1984       | New York Islanders | NHL             | 78  | 17  | 23  | 40  | 94   | 21  | 1  | 3  | 4  | 48  |
| 1984–1985       | New York Islanders | NHL             | 78  | 17  | 24  | 41  | 174  | 10  | 0  | 2  | 2  | 47  |
| 1985–1986       | New York Islanders | NHL             | 80  | 20  | 33  | 53  | 157  | 3   | 0  | 0  | 0  | 16  |
| 1986–1987       | New York Islanders | NHL             | 80  | 14  | 17  | 31  | 169  | 14  | 1  | 0  | 1  | 26  |
| 1987–1988       | Chicago Blackhawks | NHL             | 37  | 7   | 9   | 16  | 70   | 5   | 0  | 0  | 0  | 0   |
| 1988–1989       | Chicago Blackhawks | NHL             | 75  | 7   | 9   | 16  | 214  | 16  | 3  | 1  | 4  | 15  |
| 1989–1990       | Chicago Blackhawks | NHL             | 72  | 4   | 14  | 18  | 156  | 20  | 1  | 1  | 2  | 48  |
| NHL totalt      | NHL totalt         | NHL totalt      | 731 | 139 | 203 | 342 | 1333 | 161 | 26 | 32 | 58 | 405 |
| WCHL/WHL totalt | WCHL/WHL totalt    | WCHL/WHL totalt | 98  | 69  | 97  | 166 | 307  | 35  | 12 | 17 | 29 | 67  |

### Tränare
| Lag              | År        | Grundserie | Grundserie | Grundserie | Grundserie | Grundserie      | Grundserie | Grundserie      | Slutspel          |  |
| Lag              | År        | Matcher    | Vinster    | Förluster  | Oavgjorda  | Övertidsvinster | Poäng      | Placering       | Resultat          |  |
| ---------------- | --------- | ---------- | ---------- | ---------- | ---------- | --------------- | ---------- | --------------- | ----------------- |  |
| Florida Panthers | 2000–2001 | 46         | 16         | 20         | 6          | 4               | (66)       | 3:e i Southeast | Missade slutspel. |  |
| Florida Panthers | 2001–2002 | 26         | 6          | 15         | 2          | 3               | (60)       | 4:e i Southeast | Sparkad.          |  |
| Totalt           | Totalt    | 72         | 22         | 35         | 8          | 7               | 126        |                 |                   |  |